# Nationaler Naturpark Itschnja

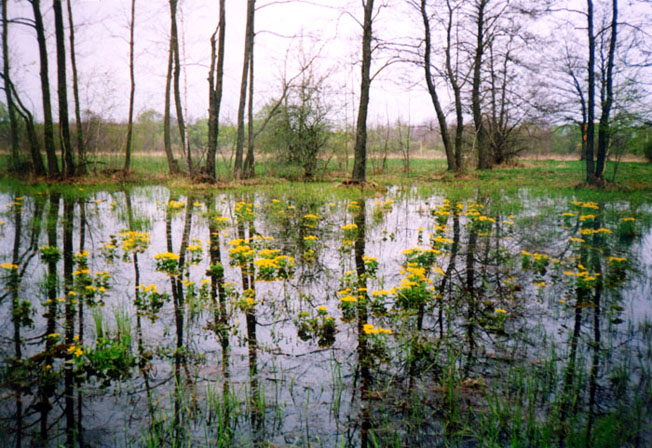
Feuchtgebiet im Nationalen Naturpark Itschnja

Der Nationale Naturpark Itschnja (ukrainisch: Ічнянський національний природний парк) ist ein Naturschutzgebiet in der nordukrainischen Oblast Tschernihiw. Es liegt an Südrand der osteuropäischen Wald- und Steppenzone, die sich über das Grenzgebiet von Ukraine, Belarus und Russland erstreckt. Als Naturpark ist ein Abschnitt der Udaj-Flussniederung etwa 120 Kilometer östlich der ukrainischen Hauptstadt Kiew im Rajon Pryluky der Oblast Tschernihiw ausgewiesen.
Die Bezeichnung des Schutzgebiets kommt vom Ortsnamen der Stadt Itschnja, die bis 2019 das Zentrum des eigenen Rajon Itschnja war, der bei der Gebietsreform von 2020 im Rajon Pryluky aufging. Itschnja liegt im nordöstlichen Teil des Naturparks.
Die Verwaltung des Nationalen Naturparks liegt beim Ministerium für Umweltschutz und Naturressourcen der Ukraine.

## Geografie
Die Landschaft mit einer Fläche von 9669 ha liegt im östlichen Bereich des Dneprtieflands und erstreckt sich über ein Gebiet an den Flüssen Udaj, Ischenka und Halka. Der Udaj entspringt nordöstlich von Itschnja und fließt mit einem geringen Gefälle zunächst etwa 10 km nördlich dieser Ortschaft gegen Westen und danach in südlicher Richtung nach Pryluky. Sein Flussbett liegt am nördlichen und dann am westlichen Rand des Naturparks Itschnja. Die Ischenka fließt durch Itschnja und durchquert in südwestlicher Richtung das Parkgebiet, bevor sie in der Nähe von Obychiv in den Udaj mündet. Auf ihrem Lauf ist sie an mehreren Stellen aufgestaut, wodurch sich kleine Seen gebildet haben. In der Ebene, die außerhalb des Schutzgebiets intensiv landwirtschaftlich genutzt wird, bildeten die Flüsse weite Senken und Auenlandschaften. Das Gebiet des Naturparks ist reich an Gewässern und weist neben den mäandrierenden und verzweigten Flüssen einige Wasserflächen und Teiche auf. Dieser Teil der Ukraine ist vom feuchten kontinentalen Klima geprägt.
Neben den Flussniederungen, Feuchtgebieten und Gewässern liegen ausgedehnte Wälder und große Moorgebiete. Im westlichen Bereich kommen vor allem Eichen-Buchen-Mischwälder vor, während im Osten auf den etwas über den Feuchtgebieten erhöhten Zonen Eichen-Kiefern-Wälder stehen. In einigen Waldarealen sind in Rodungslichtungen Flächen von Kulturland gewonnen worden. Im Naturpark liegen mehrere Dörfer, die durch ein Straßennetz verbunden sind.
Am östlichen Rand des Naturschutzgebiets verläuft der Abschnitt Pryluky-Itschnja an der Bahnstrecke Hrebinka-Bachmatsch.

## Tourismus
Durch Teile des Naturparks führen naturkundliche Besucherrouten. Für Touristen wurde ein Hotel beim Naturpark errichtet.

## Bilder

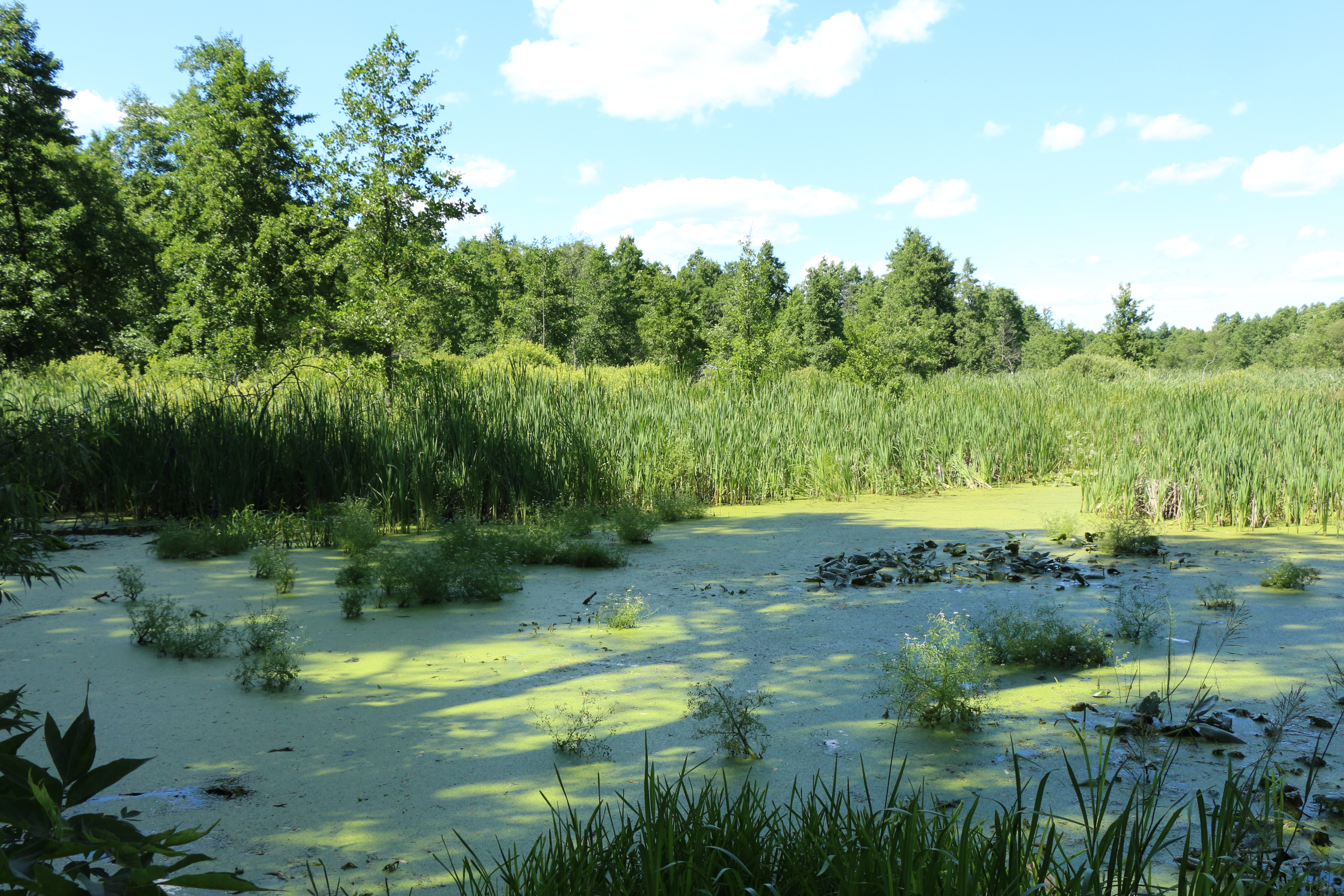
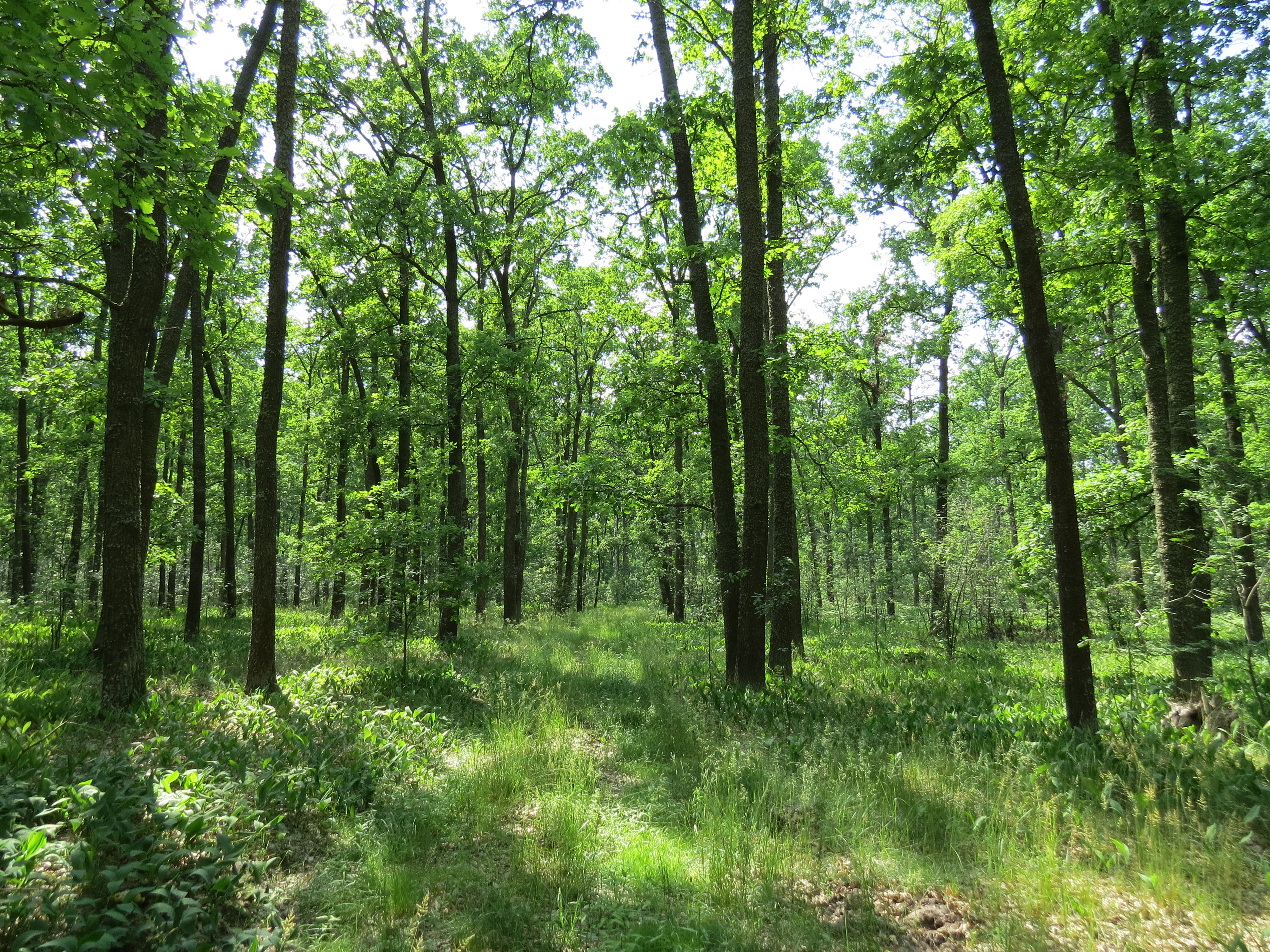
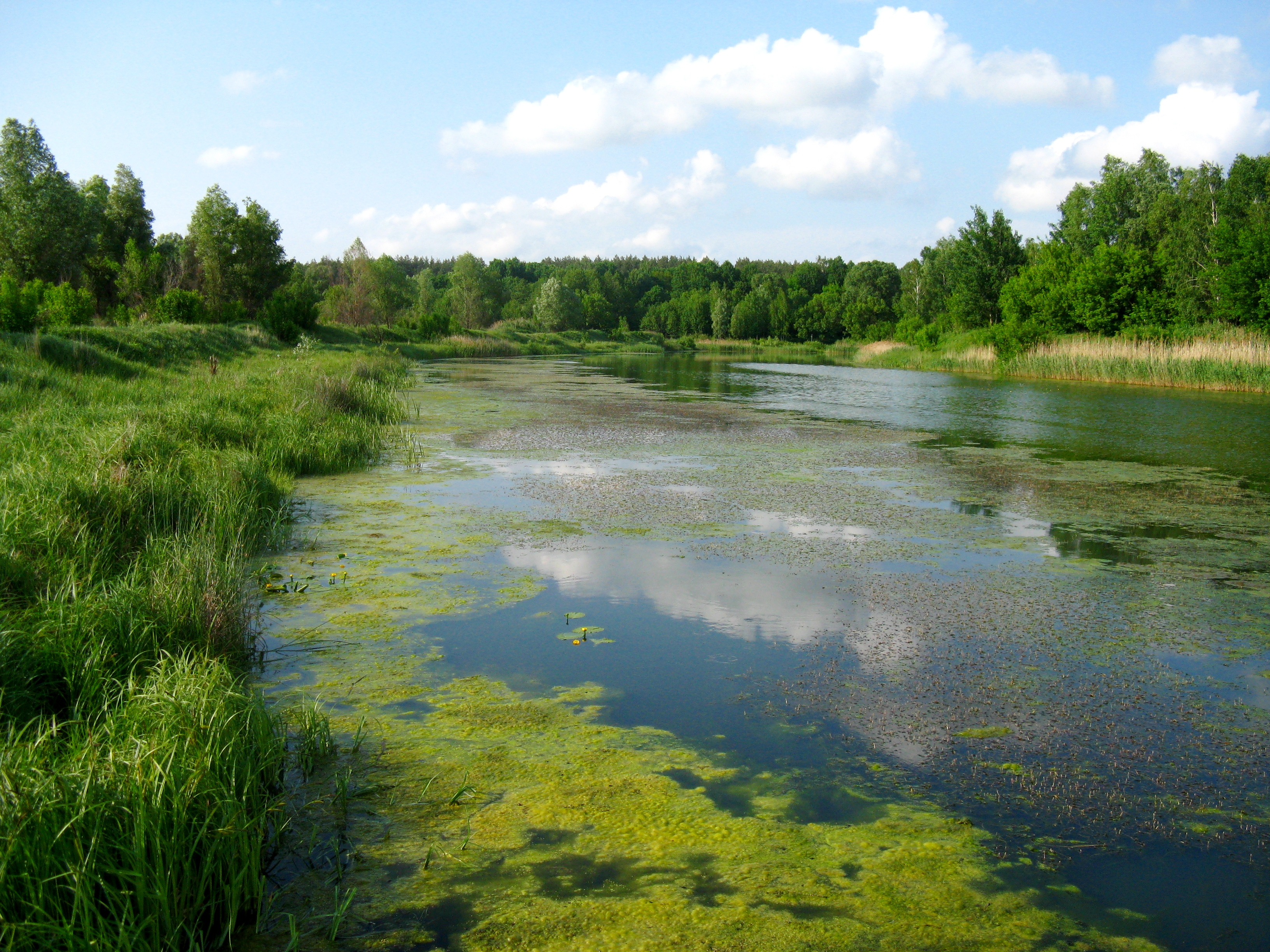
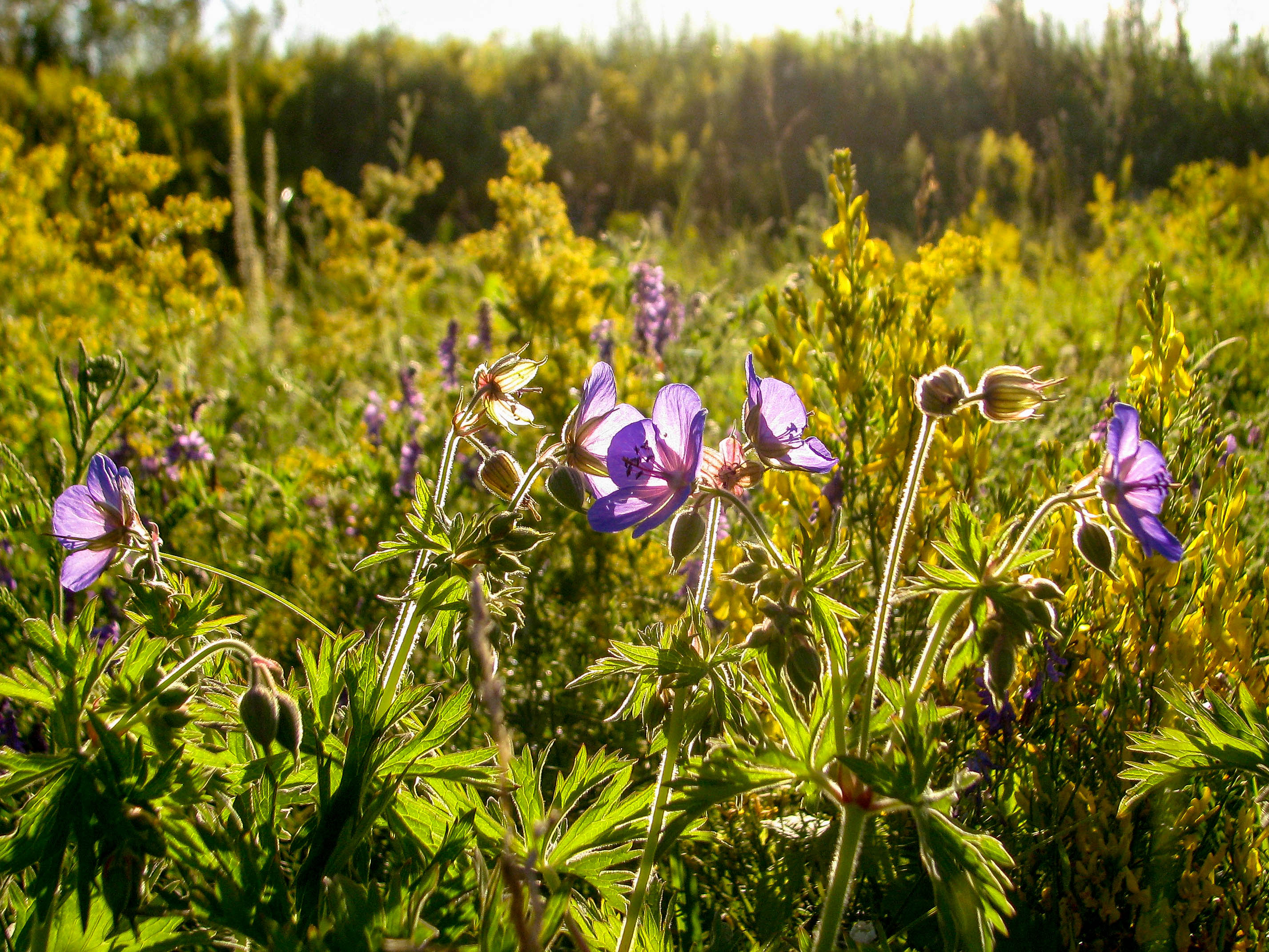

## Militärische Infrastruktur
Mitten im geschlossenen Waldgebiet des Naturparks südöstlich von Itschnja liegt in einer Lichtung  bei der Ortschaft Druschba ein 680 ha großes Munitionslager der ukrainischen Armee mit einem eigenen Eisenbahnanschluss. Einige Flächen des aus der Sowjetzeit stammenden Militärareals sind seit Jahrzehnten nicht mehr militärisch genutzt und werden allmählich zu einem neuen Biotop mit Tümpeln und Gehölzflächen. Am 8. Oktober 2018 ereignete sich in einigen Bereichen des aus vielen Einzelgebäuden bestehenden Munitionsdepots unter ungeklärten Umständen eine verheerende Explosionsserie, nach welcher etwa 12.000 Personen aus den umliegenden Dörfern evakuiert werden mussten. Über die Auswirkungen der Katastrophe auf das umliegende Ökosystem liegen keine Informationen vor.
In der nahen Umgebung des Naturparks und nicht weit vom Munitionsdepot von Druschba entfernt liegen die Militärflugplätze von Pryluky und Nischyn, die in der Zeit der Sowjetunion eine strategische Bedeutung besaßen. Die Anlagen sind beim Krieg, den Russland seit dem 24. Februar 2022 gegen die Ukraine führt, das Ziel mehrerer Angriffskolonnen.